# Armata Coroanei
Armata Coroanei sau Armata Coroanei Poloneze (în poloneză Armia koronna) a fost ramura terestră a forțelor militare ale Coroanei Regatului Poloniei din Uniunea statală polono-lituaniană. A existat de la înființarea federației în 1569 până la a treia împărțire a Poloniei în 1795.

## Istorie
În iulie 1514, a avut loc Bătălia de la Orșa, în care armata Marelui Ducat al Moscovei a fost învinsă de alianța formată de Marele Ducat al Lituaniei cu Regatul Poloniei. Moscoviții au suferit o înfrângere semnificativă; cu toate acestea, Mare Ducat al Lituaniei nu a beneficiat în totalitate de victoria sa.
Din secolul al XV-lea a fost creată o mică armată permanentă sub comanda regelui polonez. Această armată se numea obrona potoczna și avea o putere de la 1.500 la 3.000 de oameni. În caz de război, aceasta era întărită prin mobilizare generală (Pospolite ruszenie) și trupe de mercenari. În 1562, Seimul polonez a aprobat o întărire a armatei permanente. De atunci, armata a fost formată din 3.000 până la 5.000 de oameni și a constat în principal din cavalerie ușoară condusă de așa-numiții hatmani (Marele Hatman al Coroanei Poloneze și Hatmanul de câmp al Coroanei Poloneze). Numele armatei s-a schimbat; de atunci s-a numit Quartigna pentru că un sfert din venitul regal urma să fie folosit pentru întreținerea acesteia. Armata avea ca misiune principală să protejeze granița de sud și est împotriva invaziilor tătarilor.
După uniunea reală (nu personală) cu Marele Ducat al Lituaniei, Armata Coroanei Poloneze și Armata Marelui Ducat al Lituaniei au format forțele armate comune, deși ambele armate au rămas independente. Armata Coroanei Poloneze constituia aproximativ două treimi până la trei sferturi din puterea totală a armatei polono-lituaniene, în funcție de perioadă.
Cazacii și tătarii ucraineni au avut o oarecare autonomie atât în armata Marelui Ducat al Lituaniei, cât și în armata comună a Uniunii Polono-Lituanian după Uniunea de la Lublin, iar unitățile lor erau organizate conform tradițiilor acestor națiuni. Mai ales după o bătălie victorioasă, unitățile lor se retrăgeau adesea cu prada de război, ceea ce afecta eventualele planuri de urmărire ulterioară a inamicului.
Până în 1660, Armata Coroanei Poloneze a atins o putere de 54.000 până la 60.000 de oameni. Din acest moment, numărul lor a scăzut constant, deoarece guvernul central polonez a pierdut constant puterea din cauza războaielor și a opoziției nobilimii, iar o infrastructură de apărare adecvată nu a mai putut fi menținută.
Confederațiile nobiliare tipice Poloniei în acea vreme (1569–1795) își mențineau propriile forțe armate care nu erau subordonate regelui polonez. Acestea puteau uneori să depășească numărul Armatei Coroanei Poloneze.
Puterea Armatei Coroanei Poloneze în Marele Război al Nordului este enumerată mai jos după ramurile individuale ale armatei.
| Unitate             | 1696   | 1699   | 1700   | 1702   |
| ------------------- | ------ | ------ | ------ | ------ |
| Husari              | 02.046 | 01.530 | 01.530 | 01.600 |
| Muschetari          | 01.116 | 0940   | 0900   | 0900   |
| Cavalerie grea      | 06.315 | 04.900 | 04.770 | 04.920 |
| Cavalerie ușoară    | 02.252 | 0680   | 0660   | 0710   |
| Infanterie          | 09.240 | 07.230 | 06.740 | 07.040 |
| Infanterie maghiară | 0635   | 0470   | 0470   | 0470   |
| Dragoni             | 02.260 | 02.500 | 02.500 | 02.500 |
| TOTAL               | 23.914 | 18.250 | 17.570 | 18.140 |

Odată cu influența tot mai mare a puterilor vecine, așa cum este evident în Seimul tăcut din 1717⁠(d), capacitățile defensive ale Armatei Coroanei au continuat să scadă de-a lungul secolului al XVIII-lea. În 1717, puterea totală a ambelor armate aprobate de Seim era de 24.200 de oameni, dintre care 18.000 de oameni formau Armata Coroanei Poloneze și 6.200 de oameni erau asigurați de Lituania. Acest lucru însemna că era de câteva ori inferioară vecinilor săi Prusia, Rusia și Austria. Acest număr, deja mic, a scăzut și mai mult, la 16.000 de oameni, în secolul al XVIII-lea.

## Galerie de imagini

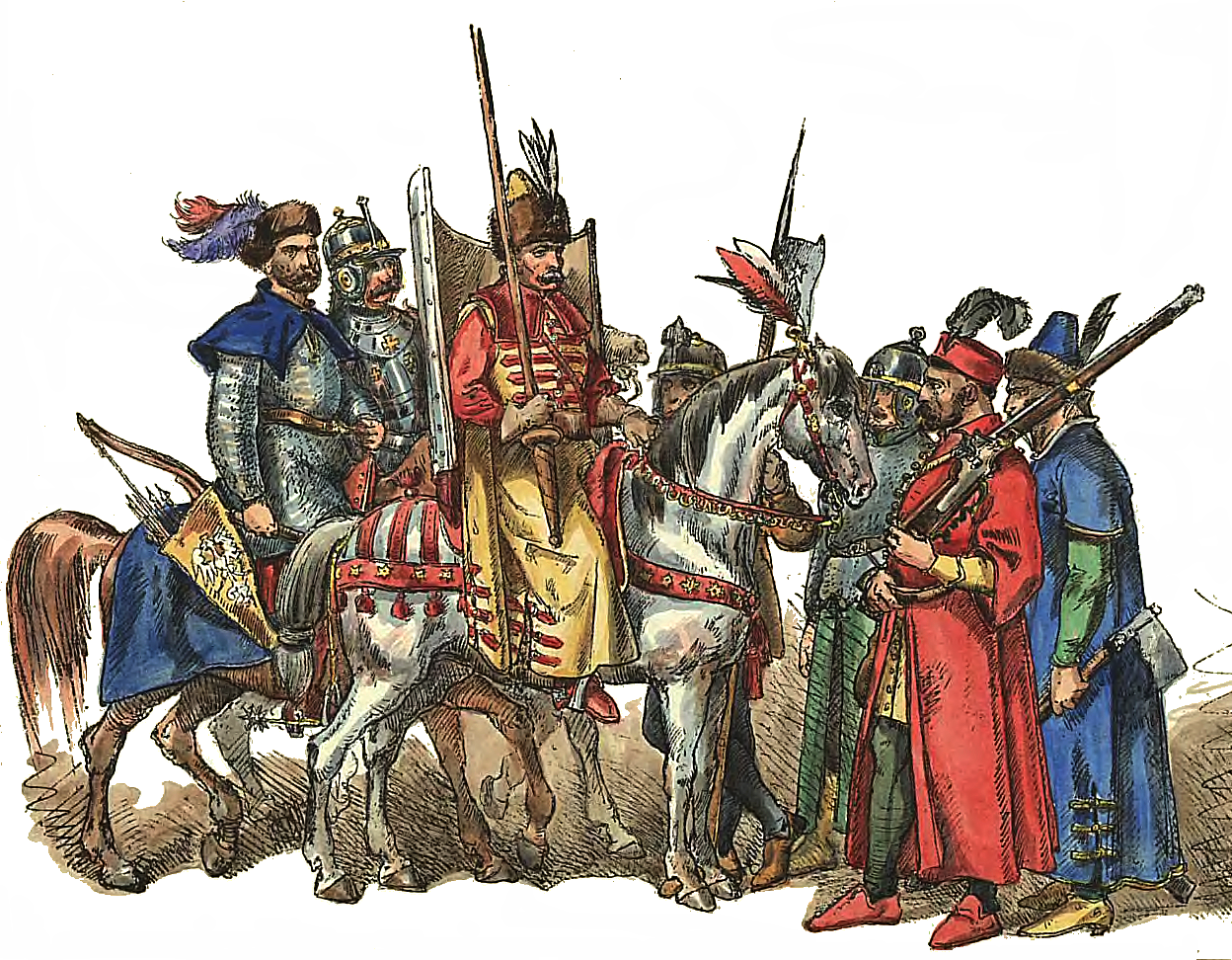
Soldați polonezi între 1576–1586. (de Jan Matejko)
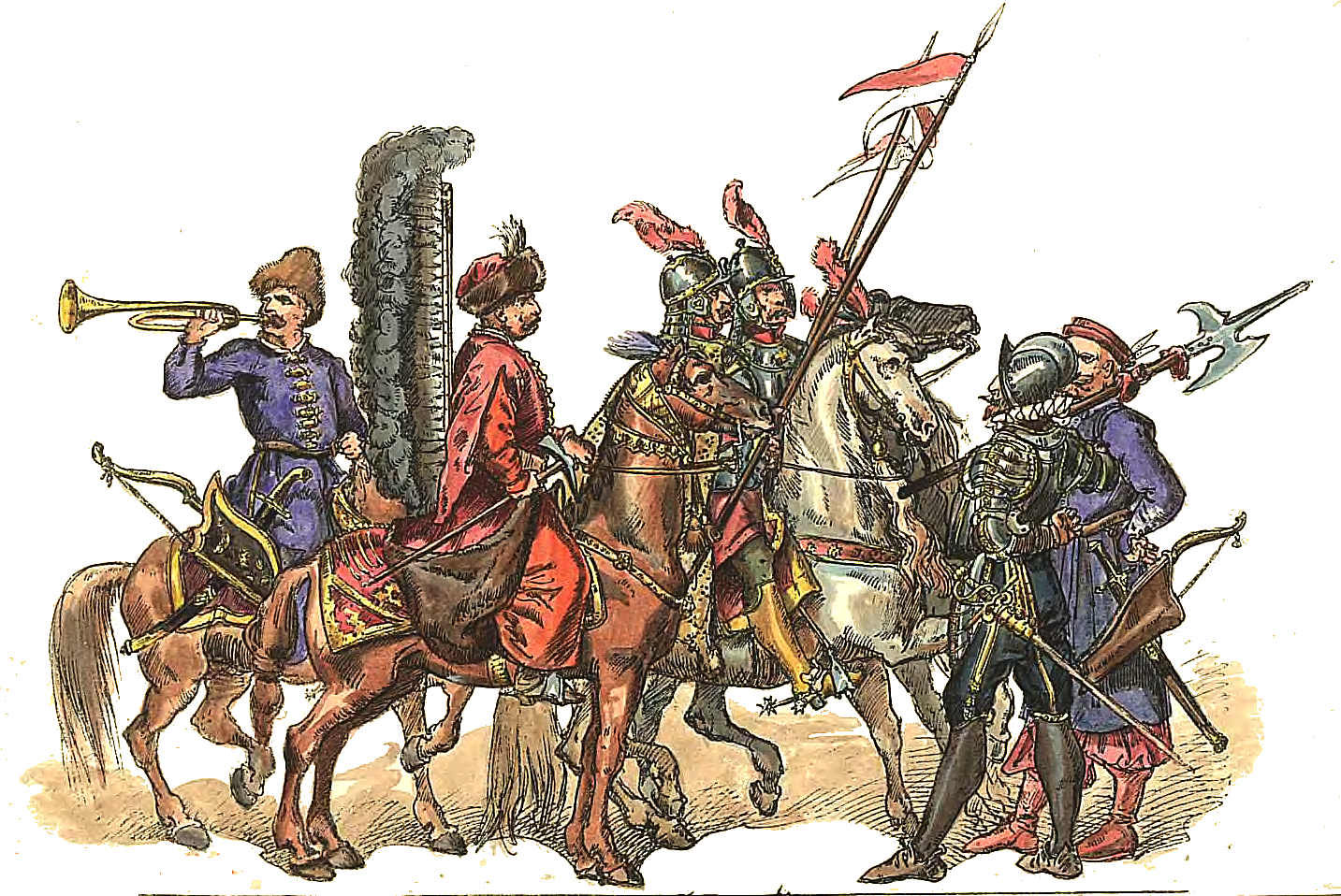
Soldați polonezi între 1588–1632
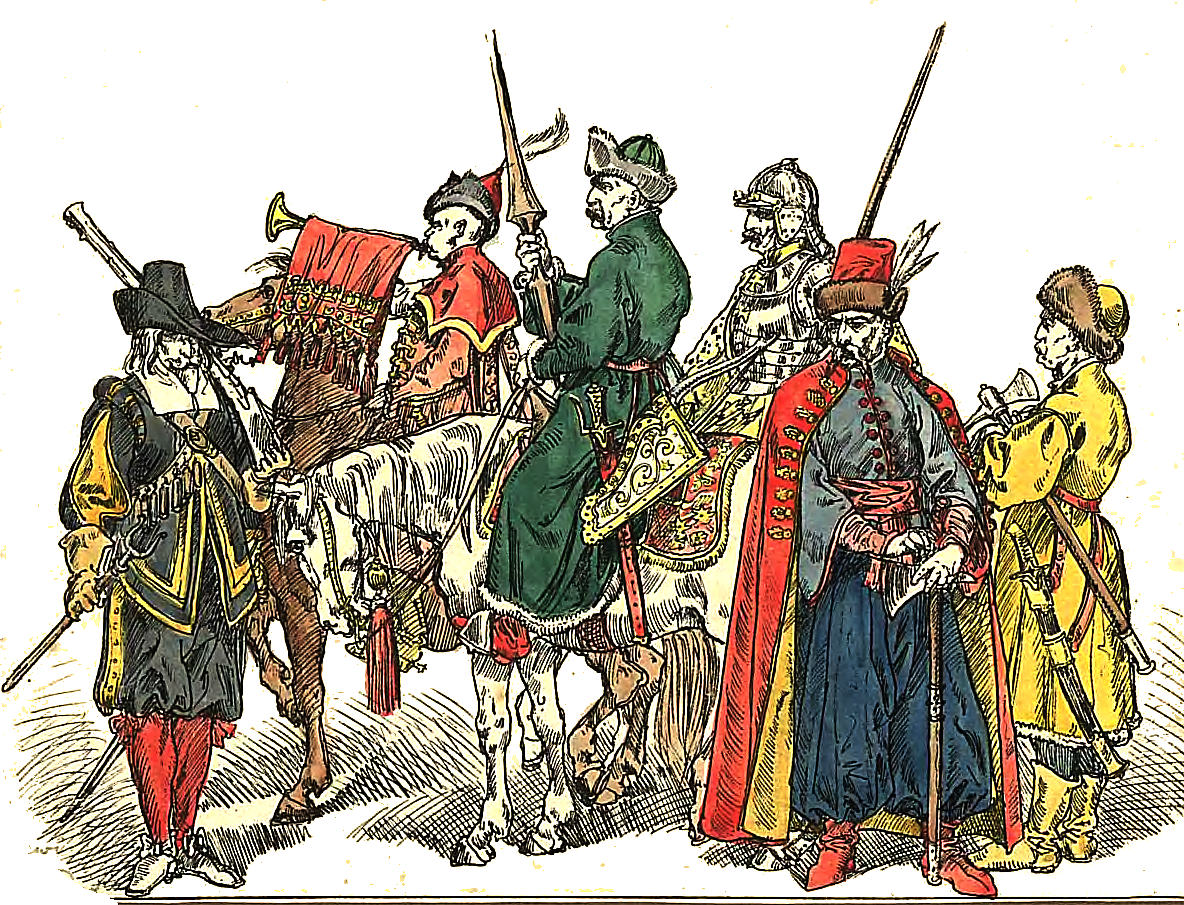
Soldați polonezi între 1633–1668.
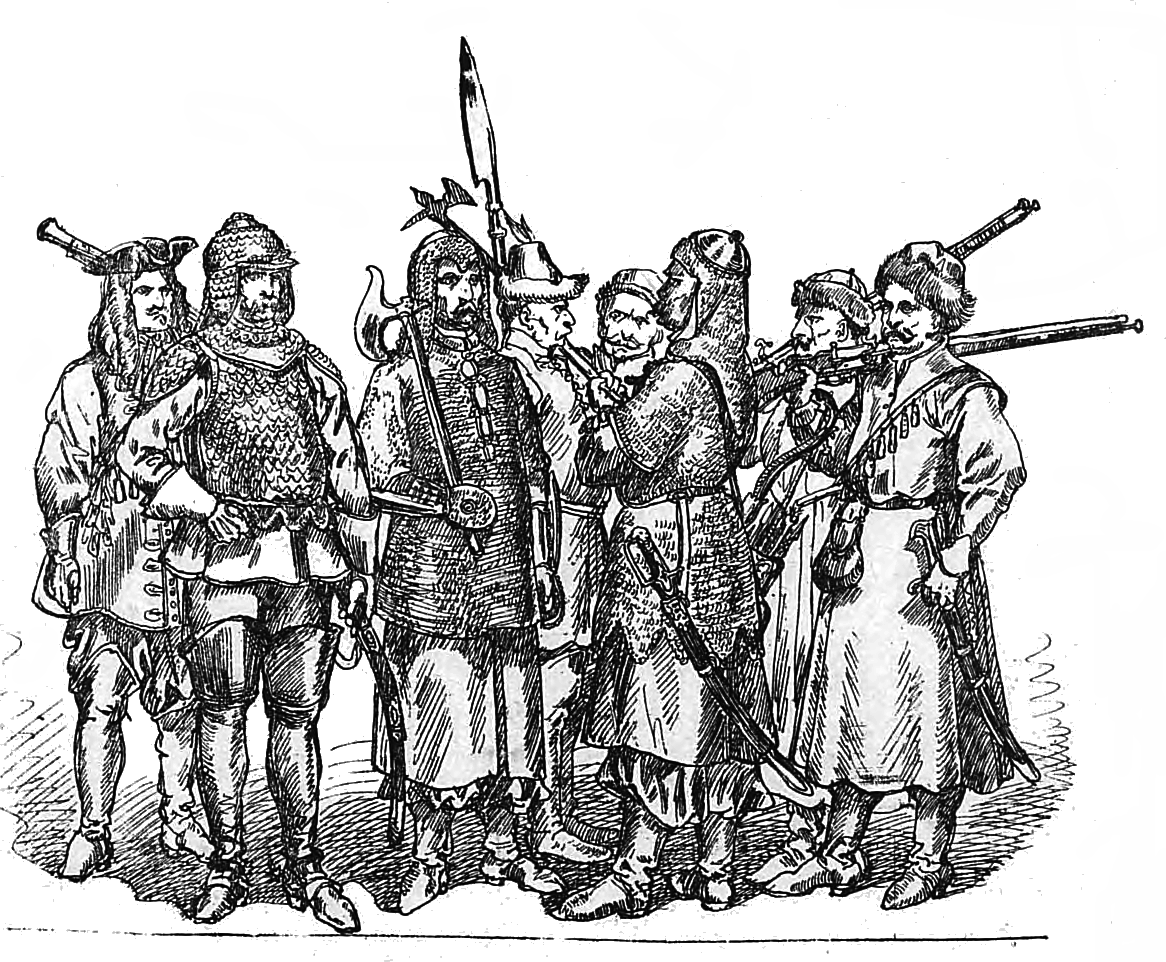
Soldați polonezi între 1674–1696.
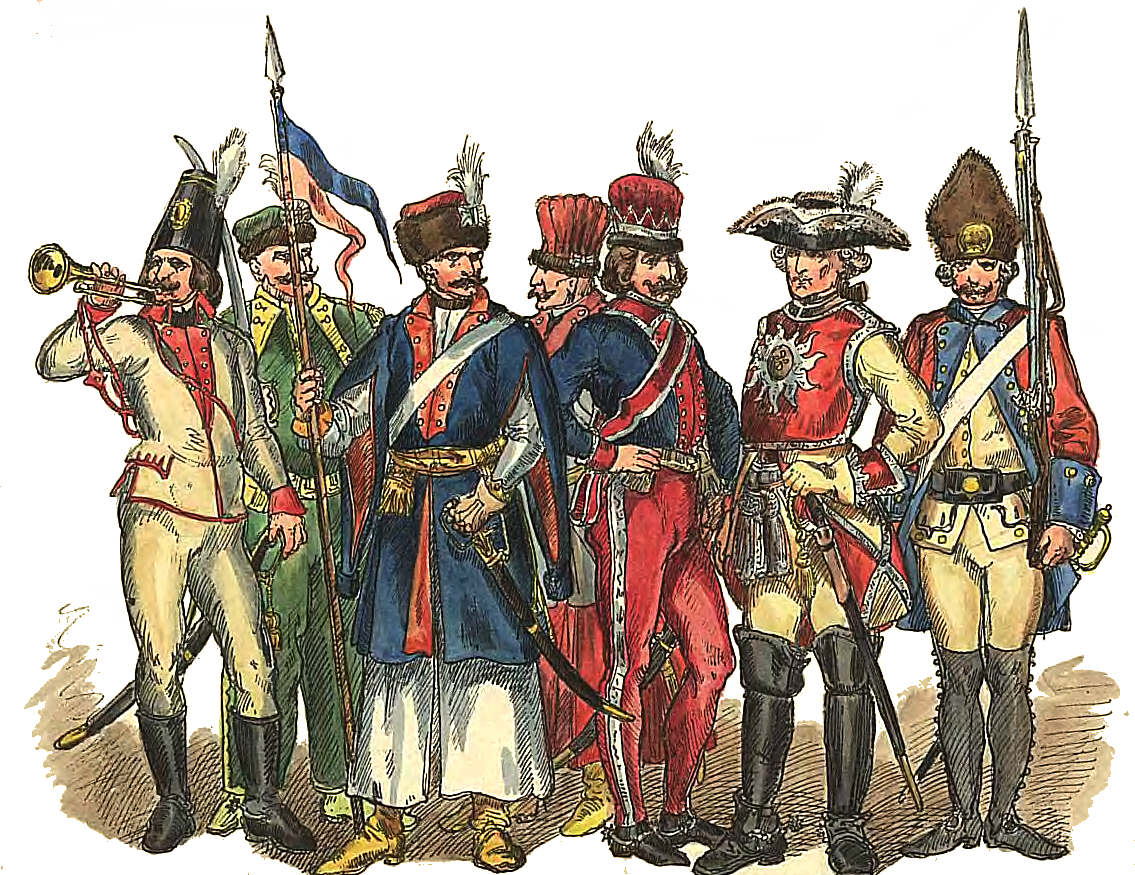
Soldați polonezi între 1697–1795.